# イップ・マン 継承
『イップ・マン 継承』（イップ・マン けいしょう、原題：葉問3、英題：Ip Man 3）は、2015年の香港映画。実在の武術家葉問（イップ・マン）を主人公としたウィルソン・イップ監督、ドニー・イェン主演の『イップ・マン 序章』『イップ・マン 葉問』に続くパート3として制作されたカンフー映画である。日本公開は2017年4月22日。

## 解説
ウィルソン・イップ監督ドニー・イェン主演のイップ・マンシリーズは、実在した武術家葉問を主人公としているものの、物語はほとんどをオリジナルストーリーで構成している。
監督は自身の葉問について、自らとドニー・イェンの投影であり、また、時代の概念であるとも答えている。そしてこのパート3では、再び外国人から迫害されてその仇を討つというストーリーにはしたくなかったと話した。
アクション監督は前2作のサモ・ハン・キンポーに代わりユエン・ウーピンが引き継ぎ、ノンクレジットではあるが主演のドニー・イェンがタイソンとの振りつけを担当した。
音楽は、1作目からの川井憲次が続投。中国大陸では2D、3D、IMAX、IMAX3D、4Dとして公開され、大陸以外では2D公開。香港の一部でのみ4Dが限定公開されている。
なお序章、葉問にいた長男の葉準に関しては、冒頭のクレジットで仏山に戻ったと説明があるのみで本作には登場しない。
またこの作品に登場する人物、張天志を主人公にしたスピンオフ『イップ・マン外伝 マスターZ』が2018年に公開された。

## ストーリー
1959年香港、長男葉準を就学のため仏山に戻し、葉問（ドニー・イェン）は武館を営みながら、妻張永成（リン・ホン）と次男正の3人で穏やかに暮らしていた。あれから詠春拳は香港でも武術界から認められ、街の人達からも葉師匠として慕われる存在となっていた。ある日、学校で次男の正が同級生とけんか騒ぎを起こす。迎えの来ないその子を自宅に連れて帰り一緒に夕飯を食べていると、父親の張天志（マックス・チャン）が息子を迎えにやってくる。彼は同じ梁贊の孫弟子にあたる詠春拳の同門である。今は男手ひとつで息子を育てている車夫であるが武館を開く夢を持っており、そのため賭け闇試合に出て金を稼ぐ日々を送っていた。
闇試合の黒幕はアメリカからきたデベロッパーのフランク（マイク・タイソン）。フランクは子供達の通う小学校の土地再開発を目論んでおり、手下の馬鯨笙（パトリック・タム）を使って学校に火をつけるなど過激な地上げ工作を繰り返した。地域と学校を守るため、葉問は弟子とともに自警のため奔走するが、一方で天志は大金の為に工作に荷担する仕事を引き受ける。そこへ馬が正と天志の息子ら小学校の子供達を誘拐した。天志の助けもあり無事に子供達を取り戻すことができたが、続いてフランクの送りだした刺客（サラット・カアンウィライ）に妻といるところを襲われる。
家族にまで危害が及んだことで葉問は、1人フランクのもとへ赴いた。「3分勝負でお前が立っていられたらこの件からは手を引く」というフランクとの死闘は決着がつかず、3分を知らせる目覚まし時計のベルが鳴った。問題は解決したかに思えたが、今度は、稼いだ金で武館を持ち後援者を得て武術界で急激に頭角を現した天志が、マスコミを通じて「どちらが正統な詠春拳か決着をつける」と葉問への公開挑戦状を叩きつける。街中がこの勝負に騒然とする陰で、実は葉家に新たな試練が待ち受けていたのだった。

## 出演
| 役名                       | 俳優                                        | 日本語吹替   |
| -------------------------- | ------------------------------------------- | ------------ |
| イップ・マン（葉問）       | ドニー・イェン（甄子丹）                    | 大塚芳忠     |
| ウィンシン（張永成）       | リン・ホン（熊黛林）                        | 恒松あゆみ   |
| チョン・ティンチ（張天志） | マックス・チャン（張晋）                    | 遠藤大智     |
| フランク                   | マイク・タイソン（Mike Tyson）              | 藤沼建人     |
| マー・キンサン（馬鯨笙）   | パトリック・タム（譚耀文）                  | 岡井カツノリ |
| ブルース・リー（李小龍）   | チャン・クォックワン（陳國坤）              | 三瓶雄樹     |
| イップ・チン（葉正）       | ワン・シィ（王實）                          |              |
| チョン・フォン（張峰）     | スイ・サン（崔璨）                          |              |
| ポー刑事（肥波）           | ケント・チェン（鄭則仕）                    | 高岡瓶々     |
| ティン師傅（田傲山）       | レオン・カーヤン（梁家仁）                  |              |
| ウォン先生（黄老師）       | カリーナ・ン（呉千語）                      |              |
| チョイ・リク（徐力）       | ルイス・チョン（張継聰）                    |              |
| ムエタイ・ファイター       | サラット・カアンウィライ（Sarut Khanwilai） |              |
| 李                         | ベイビージョン・チョイ（蔡瀚億）            |              |
| 小学校校長                 | タッツ・ラウ（劉以達）                      |              |
| ロー師傅（羅師傅）         | ロー・マン（羅莽）                          |              |
| リー師傅（李師傅）         | トニー・リャン（梁小熊）                    |              |
| ヤン師傅（楊師傅）         | ユー・カン（喩亢）                          |              |
| チャン師傅（陳師傅）       | チャン・チュウ（陳超）                      |              |

## スタッフ
- 監督：ウィルソン・イップ（葉偉信）
- 脚本：エドモンド・ウォン（黄子桓）、陳大利、梁禮彦
- 製作：レイモンド・ウォン（黄百鳴）、彭玉琳
- アクション監督：ユエン・ウーピン（袁和平）
- 武術指導：ユエン・シュンイー（袁信義）、チェン・シャオホア（陳少華）、ダレン・リャン（梁達弦）、Alfred Hsing 
陳超、邢思傑、林志泰、ドニー・イェン（ノンクレジット）
- 音楽：川井憲次
- 撮影監督：ケニー・ツェー（謝忠道）
- 編集：チョン・ガーファイ（張嘉輝）
- 美術：ケネス・マク（麥国強）
- 衣裳：リー・ピックワン（利碧君）
- 詠春・総顧問： イップ・チュン（葉準）、イップ・チン（葉正）

## 制作

### 続編制作の噂
2009年、前作『イップ・マン 葉問』の撮影中から続編制作は話題になっており、主演のドニー・イェンはマスコミに「もし今作が大ヒットになったなら、完璧なよいイメージを残しておくことが最善」と答えるにとどめた。クランクアップ直前には、かねてより企画されていたウォン・カーウァイ監督の『グランド・マスター』と、別会社の制作するイップ・マン映画『イップ・マン 誕生』が時同じくしてクランクイン。同時期に葉問を主人公にした作品が3本制作されるという事態になった。
2010年4月、いち早く公開された『イップ・マン 葉問』が前作『イップ・マン 序章』を超えるヒットを記録すると、出資者の東方電影公司からすぐに続編の話が持ち上がった。パート3では葉問とブルース・リーとの師弟愛を描き、人気台湾アーティストのジェイ・チョウがブルース・リーを演じるという。しかし東方電影のオーナー、チェン・キョンファイ（鄭強輝）とシリーズプロデューサーのレイモンド・ウォン（黄百鳴）との間がうまくいっておらず、それを修復しないと続編の可能性は低いのではと報道された。ドニー・イェンは取材に対し「パート2で最高点を極めた感があるので、続きを作って観客をがっかりさせたくない」と変わらず続編の可能性を否定、またジェイ・チョウも、テレビ番組の中で次は自身の新作映画を製作すると噂を打ち消した。

### 前向きなコメント
2011年、それまで頑なに続編には興味なしと言い続けたドニー・イェンが、初めて3出演の可能性があることを米CNNのトーク番組“TALK ASIA”で語った。が、今後俳優として未経験の役を演じてみたいのでそれ以降になるという内容で、実現には時間のかかることを示唆した。
翌年の4月には、年末にも葉問3が撮影に入ると報じられ、“これは3Dで撮影し、ブルース役は10代後半の設定で、葉問との師弟関係が軸になる”と、プロデューサーレイモンド・ウォンの息子であり、前2作の脚本家でもあるエドモンド・ウォン（黄子桓）のコメントが添えられた。報道を裏付けるかのように7月には、ニューヨーク・アジア映画祭に招かれたドニーが「今僕等はちょうど話し合ってるところだよ、イップ・マン3・・・Dをね！」と発言。

### イップ・マンブームと制作延期
その直後には、葉問を主人公にした連続テレビドラマ『イップ・マン』と、違う会社のプロジェクトとして新たに晩年を描く『イップ・マン 最終章』の制作が発表され、翌2012年1月ウォン・カーウァイ監督の『グランド・マスター』が満を持して公開。好成績を収めて香港電影金像奨では12部門にわたって受賞した。
2013年3月、ウィルソン・イップ監督が脚本を執筆中と伝えられるなか、妻役のリン・ホンが続投を明らかにした。6月になると香港のタブロイド紙が、プロデューサーのレイモンド・ウォンとドニー・イェンとの間に確執が生じたと報道。監督を自分の息子に交代させようとしたレイモンド・ウォンに反発したドニー・イェンが法外な額のギャラを要求し制作不能にしたのが理由と報じた。この話題は連日マスコミをにぎわせて、あまりの過熱ぶりに、制作の天馬電影は緊急会見を開き報道は事実でないと釈明。結果、年内のクランクインは見送ると告知された。

### 5年後の続編
翌2014年3月26日香港において、監督ウィルソン・イップ、主演ドニー・イェンとして正式に制作発表が行われ、前2作のサモ・ハン・キンポーに代わってユエン・ウーピンがアクション監督を務めることになった。そしてドニーのスケジュールの調整がついた1年後にクランクイン。上海での記者発表の席で元ヘビー級ボクシングチャンピオンであるマイク・タイソンの出演、そしてブルース・リーに関してはCGIで登場させることが公表された。一方ですぐさま、遺族が運営するアメリカのブルース・リー財団が肖像権を主張、CGIブルースは認めないと通達したことが伝えられている。
5月に行われた制作報告会では、3500人の観客を前に、プロデューサー監督アクション監督以下、キャストのドニー・イェン、マックス・チャン、パトリック・タム、カリーナ・ンが揃い、マイク・タイソンも登壇。葉問とのバトルシーンがあることを発表した。
撮影中は内容について明らかにされなかったが、タイソンの左人差し指の骨折や、ドニーが右親指の付け根を脱臼したという情報、そしてマックス・チャンの刀で鼻を怪我し、続いて大人数とのファイトシーンで瞼を負傷したニュースなどが随時報道された。
その後メイキング映像やインタビューを通じて、ブルース・リーはCGIではなく香港の俳優チャン・クォックワン が実写で演じたことや、マイク・タイソンとのアクション撮影ではあわやKOの瞬間もあったエピソードなどが明らかとなった。

## 宣伝・公開・興行

### 香港・台湾・東南アジア・アメリカなど
2015年、9月にドニーが香港版のティーザー予告を自身のフェイスブックに投稿、中国大陸からはアクセスできないこのSNSにおいて1日で200万回再生され、11月に投稿したアメリカ版ティーザー予告ではトレンド動画ランキングの1位になる勢いだったことが報道された。
12月16日には香港を皮切りにマレーシアや台湾においてファンの前での完成報告会と、それぞれ数日間の先行上映が行われた。公開後の台湾では、2016年度の華語映画興収第１位となり、
マレーシア、シンガポールでも 華語映画の記録を更新。各地で、同時期に公開していた『スター・ウォーズ/フォースの覚醒』を数週にわたって入場者数や興行収入で上回ったと話題になった。
香港では、興行収入が6000万香港ドルを超え、当時の歴代華語映画興行収入ランキングにおいて総合4位にランクインするメガヒットを記録。香港電影金像奨では作品賞、監督賞をはじめ8部門でノミネート、アジア・フィルム・アワードでも主演男優賞、助演男優賞、視覚効果賞でノミネートされた。大ヒットを受けてキャストはそれぞれ各国各地へ「ヒット御礼舞台挨拶」に赴いている。
アメリカは、2016年1月22日に封切られ最大115館で公開。ロサンゼルスで行われたプレミアには、ドニー・イェンとマイク・タイソンが出席。スヌープ・ドッグ、ゾーイ・クラヴィッツ、ツイン・シャドウ、ハリー・シャム・ジュニア、カーラ・エスパルザなど俳優、アーティスト、格闘家、武術家たちがゲストとして顔を見せた。ドニーとタイソンは一緒に取材を受けTV番組に出演しプロモーション活動を行った。興行収入は268万ドル。

### 中国大陸

#### 興行収入水増し疑惑
最大のマーケットである中国大陸においては、当初12月31日に予定されていたところ直前に公開日が変更され、香港からおよそ2カ月後の3月4日にオープニングを迎えた。初日は16時間で1億元（約17億4000万円）超え、34時間で2億元超えなど大ヒットが報道された。
しかし翌日にはSNSにおいて、チケット販売サイトでの、本来劇場が開いてない夜中の回の満席、また10分ごとに同じスクリーンで上映が行われる劇場の不可思議なスクリーン運営などが、ネットユーザーによってスクリーンショットつきで指摘され、興行収入の水増し疑惑が噴出。以前から世界で疑問の声が上がっていた「最大の宣伝になるヒットを“作る”」という中国においての映画興収偽装問題と手口を裏付けるスキャンダルとして大きく伝えられた。
公開3日後の3月7日には、中国大陸で映画ドラマを監督する国家新聞出版広播電影電視（ラジオ・映画・テレビ）総局（広電総局）が、調査のため各映画館に配給会社との業務提携契約書の提出を求める通達を下した。

#### 金融スキャンダル
中国大陸公開に際しては、制作側プロデューサーであるレイモンド・ウォンが2億元（約34億8000万円）とも3億元（約55億8000万円）ともいわれる金額で、中国本土での配給権を売っていたために、中国側配給会社、大銀幕（北京）發行公司の親会社にあたる上海快鹿投資グループに疑惑が集中。それに対し快鹿投資グループは、広電総局の調査に積極的に協力し、噂は悪質なデマであると反論。「作品は海外で好評を得て興行収入も高い。自ら偽装を映画館に指示しておらず、この件を捏造したネットユーザーや報道に対し法的手段も辞さない」と声明を発表した。
しかし、この快鹿投資グループの関連会社が、規制のない中国インターネット金融P2Pで、本作クランクイン後より公開直前にかけ複数回にわたり「映画投資ファンド」となる元金保証の金融商品を販売していたことから金融スキャンダルに発展。融資側にもグループの関連やダミー会社が多数含まれていたこと、投資の見返りに中国での純興行収入の55％を受け取る契約を交わした関連会社の株価が、公開までの5か月間で700％急騰したことなどが明らかになった。
その複雑な資金の流れや、急速に膨張した映画産業と金融イノベーションが絡み合った構造と、かねてから問題視されていた中国大陸特有の興収偽装の裏側などを、経済紙や一般紙が一斉に取りあげ、グループぐるみの株価操縦行為、脱税、そしてマネーロンダリングの疑いがあることを報道した。

#### 大陸での興行収入
3月18日、調査の結果を広電総局が発表。確認された水増し分は3200万元（約5億5000万円）、さらに配給会社の買い上げ分が5600万元（約9億6000万円）にも上ることが判明し、配給した大銀幕（北京）發行公司に対して1カ月の業務停止を命令している。映画は公開2週目から上映回数が大幅に減ることになった。
そのなか最終的な興行成績は8億元（約138億6500万円）を超え、2016年中国年間興行収入においては1億2千410万USドルで14位。
偽装の事実を受けてドニー・イェンは、配給について俳優はコントロールできないと遺憾の意を表明。あらゆる映画作品は、公平に扱われかつルールは遵守すべきとし「俳優の責任は仕事に全力を尽くすこと、まして大陸での配給に関しては分らないし何もできない」とインタビューに答えた。

#### その後
大陸で配給を請け負った大銀幕（北京）發行公司は本作公開終了直後の2016年4月に会社を解散。快鹿投資グループの金融部門に対する取り付け騒ぎが起こり、2017年1月時点でも債権者に対する支払いは滞っている。このためグループが制作していた何本かの映画が公開の目途が立たない、もしくは制作が中断したままである。

## 批評家の反応
2016年5月13日時点でRotten Tomatoesでのレビューは44件で批評家支持率は82%となっている。
それにアジアも加えた批評では、おおむねアクションシーンに対する評価は高い。否定的な見解としては、コマーシャルの目玉であったマイク・タイソンの登場がわずかであり、勝負も唐突に中盤にしかないことを挙げるレビューが多く、前半と後半の構成のチグハグさと、ドラマ、脇役の人物像の薄さを指摘。ドニー・イェンの演技がストイックで真面目すぎ感情的な部分が伝わらないという意見も見受けられた。
一方で肯定的な反応として、アクションの見事さやドニー・イェンがイップ・マンとして帰って来たことを歓迎する意見が寄せられ、劇中描かれた主人公の等身大の姿と夫婦の愛情を繊細な表現であると評価し感銘を受けたという声が多くを占めた。中国では、1作目『イップ・マン 序章』が公開されてから8年という時が流れており、その月日と作品をなぞらえるレビューや、興行収入偽装報道に埋もれ映画自体を評価しない風潮に苦言を呈する評論も見られた。

## エピソード
- アメリカで車を運転していたドニー・イェンはハイウェイの料金所で職員から「サンキュー、マスター・イップ（イップ師匠）」と言われたことがあるという。それだけでなく世界中どこに行っても人々は彼を名前でなくイップ・マンと呼び、このシリーズの広がりと影響力の強さに驚かされた[81]。そしてファンの新作を望む声がパート3を撮ろうという原動力になったと語っている。

- マイク・タイソンの参加については当初脚本にはなかったが、映画のセールスポイントになると直前にプロデューサーが彼を連れて来たため、ウィルソン・イップ監督はどうするかを悩んだという。「プロデューサーはタイソンをラストファイトにと希望したが、彼をラストファイトの相手にさせることは無理があった。（本物の）世界ボクシング王者を倒すなんてことは葉問というキャラクターを台無しにしてしまう」[5]と、中盤で戦うことを決定。加えてタイソンのスケジュールが10日しかなかったことも明かし、アクション撮影には10日は短いと述べた[82]。

- またタイソンのギャラが高額で日割だったため絶対に時間を超過できないと、監督にとって撮影前のプレッシャーは大きかった。しかし蓋を開ければ彼は毎日定刻に入って時間通りに行うことができ[4]、左人差し指の骨折も本人からの申告があるまで誰も気がつかなかったと、そのプロフェッショナルな姿勢を語っている[83]。

- タイソンの現役時代の試合をすべて見ているというドニーは共演に「光栄なこと」と公言している[84]。しかし演技経験の少ない彼が力加減をうまくコントロールできないこともあると予想し、試合ビデオを繰り返し見て、特に足の動きを徹底的に頭にたたき込んだ。そのパンチの勢いは強烈で、頭の上を通り過ぎた時はまるで高速列車のようだったと振りかえった[31]。

- その点についてイップ監督が明かしたところによると、実際にタイソンの動きは振り付けの通りではなかった。あなたに相当のプレッシャーになったのでは？という質問に監督は「いや、プレッシャーはすべてウーピンさんとドニーにかかってたから」と笑って答えている[4]。

- 撮影中はアクション監督のユエン・ウーピンとマイク・タイソンとの通訳をドニーが務めた[85]。それは両方の言語が分るとともに言葉以上の意味も伝えられるため。タイソンはドニーを「コミュニケーション能力が非常に高い」と評している[86]。また、アジア各国で同時期に上映されていた『スター・ウォーズ/フォースの覚醒』を入場者数や興行収入で上回ったことを受けて[38][37][39]、「勝てないんならとスター・ウォーズはドニーを呼ぶことにしたのさ！」と『ローグ・ワン/スター・ウォーズ・ストーリー』にドニーの出演が決まったことをジョークで表現した[85]。

- 多くの観客を泣かせたと評判になった[87]永成役のリン・ホンは、1作目の時はまだこの役に対する理解が足りなかったとし、時間と経験が役への理解を深めてくれたとコメントしている[87]。

- また「最萌身長差」とも言われた[88]葉問との身長差について、1作目当時、自分の方が背が高いのになぜ？と監督に質問したことがあるといい、その時監督から「ヒーローは誰がそばにいてもオーラで圧倒するだろう？ドニーの奥さんも背が高いんだし、彼は全く気にしないよ」と即答されたことを語った[89]。

- そのリン・ホンが木人樁を打つ夫の姿を見るシーンを撮り終えた時、ウィルソン・イップ監督は思わず泣いてしまったことを明かしている[90]。そして2人のダンスについては、当時社交ダンスが流行っていたという資料を見つけロマンチックな場面として採用した[90]。

- 劇中ダンス教室で再会するブルース・リー。彼は実際にダンスが得意で、1958年香港チャチャチャダンスコンテストで優勝している[91]。演じるのは『少林サッカー』ゴールキーパー役で知られるチャン・クォックワン[30]。

- かつてユエン・ウーピン監督作でデビューし、彼の下でアクション俳優アクション指導として経験を積んだドニー・イェンと、1998年ウーピン率いる袁家班（ユエン・アクションチーム)に入り、スタントダブルやアクション指導として活動していた マックス・チャン。ラストファイトの撮影にはおよそ1か月かかったが、それでもウーピンが2人をよく知っていたおかげで、かなりの説明を省け、時間を節約することに繋がった[92]。

- 11歳で四川武術隊に入り数々の大会で優勝してきたマックス・チャンだが、このために3カ月間詠春拳の訓練を重ねた。今回は八斬刀に加え9尺(270cm)もの長棍を使い、さらにスピードを要求された。しかし彼によると実は演技の方により気を遣ったのだという。役を把握しきれずに初日はOKが出ず、2日目に3つのシーンを撮ることが出来た。ウォン・カーウァイ監督が繰り返し鍛えてくれた『グランド・マスター』の経験から、演技はよくなってきていると話している[93]。

- タイソンとのアクションシーンではなかったものの、その後の撮影では怪我が絶えなかったドニー・イェンは詠春拳対決の刀で鼻梁を傷つけたことを大きく報道された[28]。幸い眼は何ともなかったが、「自分が怪我をするより相手を傷つけてしまう方が辛いものだ」とその時は相手のマックス・チャンの顔が真っ青だったと述懐。そして1時間ほど止血してすぐに撮影を再開した。「縫える場所じゃないし傷は残ったけど、イップ監督、ユエン・ウーピンと話してポストプロダクションで消せばいいということになったんだ、アクション映画撮影に怪我はつきものだから慣れてしまったよ」[6]。一方のマックスも、往年のカンフースターであるレオン・カーヤンとの狭い工房でのアクションにおいて吊り下げられた傘の先端で顔中傷だらけになったことをはじめ、満身創痍だったと伝えられた[94]。

- 2018年には、そのマックス演じる張天志（チョン・ティンチー）を主人公にしたスピンオフ『イップ・マン外伝 マスターZ』が公開された。監督はユエン・ウーピン、共演はミシェル・ヨー、トニー・ジャー、デイヴ・バウティスタ、パトリック・タムなど。

- 2016年9月30日ドニー・イェンが自らのインスタグラムとフェイスブックにおいて、ウィルソン・イップ監督で続編『葉問4』を撮影すると明かした[95]。2019年12月に香港・中国をはじめとしたアジアや北米で公開、日本でも2020年7月に『イップ・マン 完結』という邦題で公開予定。

## 主な受賞
第7回マカオ国際映画祭（2016年）
- 最優秀新人賞：マイク・タイソン[96]

第35回香港電影金像奨（2016年）
- 編集賞（最佳剪接）：チョン・ガーファイ（張嘉輝）

第19回上海国際映画祭「成龍動作電影周之夜（ジャッキー・チェン・アクション映画ウィーク）」（2016年）
- 最優秀アクション映画賞
- 最優秀監督賞：ウィルソン・イップ
- 最優秀アクションシーン賞：ユエン・ウーピン